# Peperomia ternata
Peperomia ternata är en pepparväxtart som beskrevs av C. Dc.. Peperomia ternata ingår i släktet peperomior, och familjen pepparväxter. Utöver nominatformen finns också underarten P. t. abrupte-acutata.